# Пандинґ

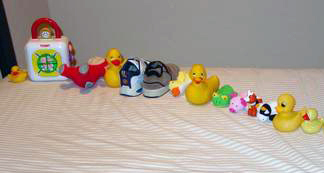
Пандинґ, можливий симптом Синдром порушення регуляції дофаміну — це повторення складної рухової поведінки, як-от збирання або розташування предметів.

Пандинґ (англ. Punding) — це нав'язливе виконання повторюваних механічних завдань, таких як збирання та розбирання, колекціонування чи сортування побутових предметів. Спочатку цей термін був введений шведським судовим психіатром Ґ. Рейландером у 1968 році для опису складної тривалої, безцільної та стереотипної поведінки у тих, хто постійно вживає фенметразин і амфетамін. Пізніше це було описано при хворобі Паркінсона, але переважно у випадках лікування пацієнтів дофамінергічними препаратами. Така дія також була описана у споживачів метамфетаміну та кокаїну, а також у деяких пацієнтів із залежністю від азартних ігор та гіперсексуальністю.
Наприклад, штампування може складатися з таких дій, як збирання камінчиків і їх вирівнювання якомога точніше; розбирання наручних годинників і збирання їх знову; або ведення розширених монологів, позбавлених контексту.
Люди, які займаються пандинґом, вважають, що занурення у таку діяльність втішає, навіть якщо воно не служить жодній логічній або потрібній меті; також така діяльність може стати причиною смутку, коли у людини відвертають уваги від подібної діяльності. Зазвичай ці люди не усвідомлюють, що існує компульсивний елемент (див. також обсесивно-компульсивний розлад), але продовжуватимуть займатись пандинґом, навіть якщо у них з'явиться/є вагома причина зупинитися. Рейландер описує грабіжника, який почав займатися пандинґом і не міг зупинитися, хоча наражав себе цим на більший шанс бути спійманим. Переривання залученого у подібну діяльність індивіда може призвести до різних реакцій, включаючи: гнів або лють, а іноді навіть насильство.

## Причини
Пандинґ пов'язують головним чином із надмірною стимуляцією дофамінових рецепторів D1, а також трішки рецепторів D2, що, як припускають, призводить до суттєвих змін у смугастому тілі (особливо його дорсальній і вентральній областях) і прилеглому ядрі, деяких головних дофамінергічних ділянок мозку, що регулюють психомоторні функції та механізми винагороди. З иншого боку, було відмічено, що пацієнти з хворобою Паркінсона, які отримували дофамінергічні препарати, які вибірково активують лише рецептори D3, найменш схильні до розвитку пандинґу.

## Лікування
Лікування здебільшого таке ж, як і для синдрому порушення регуляції дофаміну, але буде відрізнятися залежно від наступних причин: для пацієнтів із хворобою Паркінсона необхідно зменшити дози дофамінергічних препаратів, таких як леводопа; у той час, як людей, залежні від дофамінергічних стимуляторів, як кокаїну або амфетамінів — слід проконсультувати щодо їхніх проблем залежності та направити до відповідної програми реабілітації наркозалежних.
Ліки, які довели свою ефективність у лікуванні пандинґа, це атипові антипсихотики, такі як кветіапін або клозапін. Також повідомляється, що амантадин є досить ефективним, тоді як мемантин, аналог амантадину з більш цілеспрямованим фармакологічним профілем, не оцінювався, але, імовірно, матиме подібну ефективність до амантадину. Було виявлено, що селективні інгібітори зворотного захоплення серотоніну практично не приносять користі, хоча в кількох випадках вони призводили до вирішення симптомів, особливо сертралін, але лише у високих дозах (ймовірно, залучений той факт, що сертралін також активує рецептори дофаміну D2).
Хоча лікування першопричини вважається основою лікування, у випадках, коли зниження споживання будь-яких дофамінергічних речовин (ліків або наркотиків) є неприйнятним (наприклад, при зниженні дози леводопи у пацієнта з хворобою Паркінсона може призвести до неприйнятного погіршення симптомів), це тип ситуацій, коли найчастіше розглядаються медикаменти саме як додаткова терапія.